# Denis Vrain-Lucas
Pour les articles homonymes, voir Lucas.
Denis Vrain-Lucas, dit « Vrain-Lucas », né le 1er décembre 1816 à Lanneray (Eure-et-Loir) et mort le 11 avril 1881 à Châteaudun, est un faussaire littéraire français. Il est connu pour être l'auteur de la « collection Chasles », ensemble substantiel de faux manuscrits qu'il est parvenu à vendre au mathématicien Michel Chasles, prétendant qu'il s'agissait d’originaux.

## Jeunesse et premiers métiers
Fils d'un ouvrier agricole journalier et d'une mère servante, il travaille très jeune dans les fermes mais apprend à lire et écrire à l'école communale et fait des études brillantes, mais ne passe pas le baccalauréat.
Autodidacte, il est successivement clerc d'avoué, greffier près le tribunal de Châteaudun puis commis au Bureau des hypothèques en 1847. En 1852, il se rend à Paris pour obtenir le poste de catalogueur à la Bibliothèque impériale (l'actuelle BnF) mais il n'est pas accepté, sous le prétexte qu'il n'est pas bachelier. Il pose également sa candidature à la librairie Auguste Durand, auprès de laquelle il est recommandé, mais n'est pas retenu, sous le motif qu'il ne sait pas le latin. Devant nourrir sa famille, il accepte le poste de placier dans le cabinet généalogique Courtois-Letellier dont la vocation principale est de produire de faux arbres de noblesse aux bourgeois en mal de titres. Il acquiert là une habileté peu commune à contrefaire les supports et les écritures, notamment en faisant vieillir à la chandelle et à l'eau sale les encres et les papiers.

## L'escroquerie qui le rend célèbre

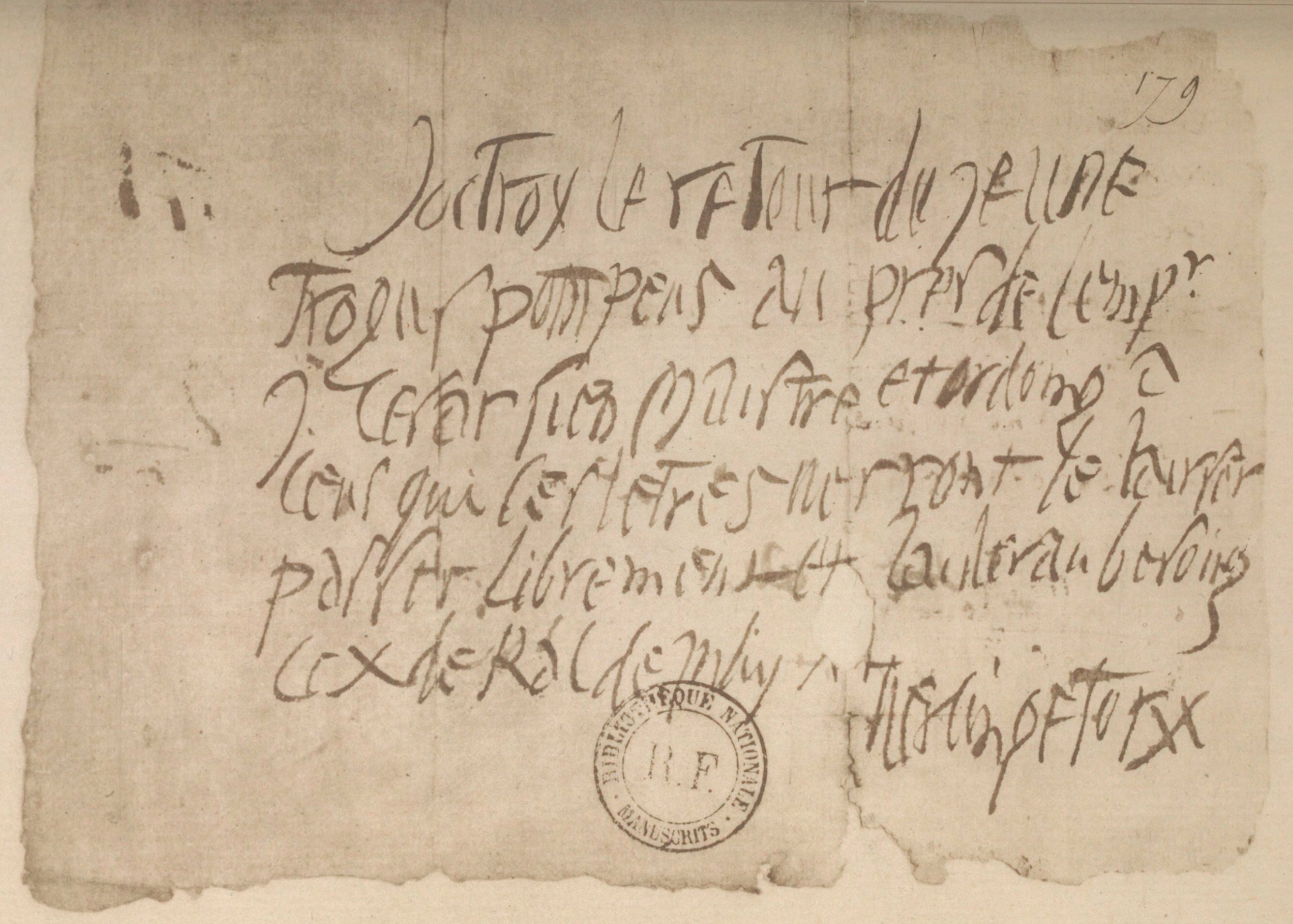
Le faux laissez-passer accordé par Vercingétorix à Trogue Pompée : « J'octroye le retour du jeune Trogues Pompens auprès de Jules César son maître et ordonne à tous qui ces lettres verront le laissez-passer librement et l'aider au besoin. » (fonds BnF).

### Rencontre avec Michel Chasles et fourniture de nombreuses lettres
En 1861 il commet, aux dépens du célèbre mathématicien Michel Chasles, membre de l'Institut et originaire, comme lui, d'Eure-et-Loir, l'escroquerie qui le rend célèbre. Se présentant à lui comme l'intermédiaire officieux d'un érudit dans l'embarras, le comte de Bois-Jourdain obligé de se séparer d'une incomparable collection d'autographes, il lui vend nombre de pièces fausses et, encouragé par l'extrême naïveté de l'acheteur, lui apporte successivement des lettres de Molière, Racine, Pythagore, d'Alexandre le Grand à Aristote, de Lazare à saint Pierre, de Marie-Madeleine, de Cléopâtre à Jules César. Il en a en réserve une foule d'autres ayant pour auteurs supposés Judas Iscariote, Ponce Pilate, Jeanne d'Arc, Rabelais, Charles Quint, Shakespeare, Galilée, Montesquieu, Cicéron et Dante Alighieri — toutes écrites dans un ancien français de fantaisie, encore à peu près lisibles et compréhensibles pour les contemporains de Chasles, certains des feuillets portant en filigrane une fleur de lys. Enfin il lui communique deux lettres de Pascal semblant établir que celui-ci avait découvert la loi de l'attraction universelle avant Newton, ce qui ne pouvait que flatter l'orgueil national. Aussi Chasles s'empresse-t-il de présenter ces lettres à l'Académie des sciences.
Le mathématicien, « pressé » par ses confrères académiciens d'en présenter d'autres, passe commande de nouveaux documents à Vrain-Lucas. Ce dernier vend ainsi à son « client » diverses lettres fabriquées selon le même procédé et censées émaner de figures historiques et bibliques — comme une lettre de menace de Caïn à Abel — parmi les plus renommées de l'Histoire.

### Polémique sur les «lettres» de Chasles
Il s'ensuit une polémique, où l'Académie française elle-même prend le parti de Michel Chasles. Quand il leur montre les lettres, quelques-uns de ses collègues font observer que l'écriture des documents présentés est très différente de celle des lettres qui sont historiquement certifiées écrites par Pascal.
Face aux doutes qui se font jour dans l'esprit des académiciens, Chasles se trouve contraint d'indiquer qu'il tient ces lettres de Vrain-Lucas. En 1869, craignant de voir lui échapper des pièces importantes, Chasles fait surveiller Vrain-Lucas par la police pendant un mois. Chasles réclamant à Vrain-Lucas trois mille autres pièces qu'il tarde à fournir, le mathématicien craint qu'il ne vende à l'étranger ces pièces inestimables et se résout à le faire arrêter pour escroquerie et abus de confiance.

### Arrestation et procès de Vrain-Lucas
Arrêté le 9 septembre 1869 pour escroquerie et abus de confiance, interrogé et rapidement confondu avec l'aide de deux experts paléographes, Henri Bordier et Émile Mabille, le faussaire passe aux aveux. Au cours du procès, l'avocat impérial, à la sidération puis à l'hilarité de la salle, donne lecture des faux autographes suivants :
- une lettre d'Archimède à Hiéron II ;
- une lettre d'Alexandre le Grand, roi de Macédoine, à Aristote ;
- une lettre de Thalès, sage de la Grèce, au prince Ambigat, roi des Gaules ;
- une lettre de la reine Cléopâtre à Jules César ;
- un laissez-passer de Vercingétorix pour Trogue Pompée ;
- une lettre de Lazare le ressuscité à saint Pierre ;
- une lettre de Marie-Madeleine à Lazare le ressuscité ;
- une lettre de Charles Martel au duc des Maures ;
- une lettre de Charlemagne à Alcuin.

Le 16 février 1870, Denis Vrain-Lucas est condamné par la 6e chambre correctionnelle de la Seine à deux ans d'emprisonnement et 500 francs d'amende ainsi qu'aux dépens. Il a, sur une durée de huit ans, forgé plus de 29 472 autographes, lettres, documents et manuscrits émanant de 660 personnalités et s'échelonnant de l'Antiquité classique au siècle des Lumières, et au total soutiré près de 140 000 francs or à sa victime. Le 13 septembre 1869, Chasles doit reconnaître qu'il a été berné et expliquer comment il a acheté un si grand nombre de faux dus à Vrain-Lucas et combien il a perdu d'argent dans cette malheureuse affaire, qui de surcroît l'a ridiculisé auprès de ses collègues de la communauté scientifique.
Après le procès de 1870, les 27 320 faux autographes vendus à Chasles par Vrain-Lucas sont détruits à l'exception d'un petit nombre d'entre eux, qui sont offerts par Bordier et Mabille « avec la permission de l'autorité judiciaire » au département des manuscrits de la BnF et réunis en un volume de 180 folios conservé sous la cote N(ouvelles) A(cquisitions) F(rançaises) 709,.

## Dernières années
En 1872, après sa sortie de prison de Mazas où il a rédigé un plaidoyer, Vrain-Lucas commet d'autres délits (vols de livres rares dans des bibliothèques, abus de confiance) et est arrêté le 18 février 1873 puis condamné de nouveau à trois ans de prison. En 1876, il écope à nouveau de quatre autres années de prison. Sa dernière peine purgée, il regagne l'Eure-et-Loir et se livre au commerce des livres anciens à Châteaudun, où il meurt le 11 avril 1881,.

### Émissions de radio
- Denis Vrain-Lucas, faussaire, un épisode de l'émission "Au cœur de l'Histoire" sur Europe 1, 16 septembre 2014[14],
- L'affaire Vrain-Lucas, le Balzac du faux, un épisode de l'émission "Une histoire particulière" sur France-Culture, 26 mars 2017[15]